# Jerzy Kołodziejczyk
Jerzy Kołodziejczyk (ur. 23 marca 1941 w Mikuszowicach, zm. 1 marca 2017 w Bielsku-Białej) – polski reżyser i scenarzysta filmowy, aktor filmowy i reportażysta.

## Życiorys
Ukończył filologię angielską na Wydziale Filologicznym Uniwersytetu Jagiellońskiego (1964) oraz Wydział Reżyserii Państwowej Wyższej Szkoły Filmowej, Telewizyjnej i Teatralnej im. Leona Schillera w Łodzi (1972). Początkowo pracował jako nauczyciel. Od 1972 roku rozpoczął swoją pracę filmowca, współpracując z takimi reżyserami jak: Józef Gębski, Antoni Halor, Zbigniew Chmielewski, Tomasz Zygadło, Wojciech Wiszniewski oraz Henryk Bielski. Of 1978 rozpoczął samodzielną pracę jako reżyser i scenarzysta filmów fabularnych i dokumentalnych oraz reportażysta. Bardzo często podejmował w nich tematykę związaną z górami (szczególnie z rodzinnymi Beskidami) oraz folklorem tamtych ziem. Występował również jako aktor filmowy. Był członkiem Stowarzyszenia Filmowców Polskich oraz obecnego Polskiego Towarzystwa Tatrzańskiego.

## Filmografia
- Profesor na drodze (1973) – współpraca reżyserska, obsada aktorska (uczeń w Technikum dla Pracujących)
- Pełnia nad głowami (1974) – obsada aktorska (Diabeł)
- Wielki podryw (1978) – reżyseria (cz. „Obecność”)
- Fantazja dur-moll (1981) – scenariusz, reżyseria, obsada aktorska (skrzypek)
- Kołowaty (1982) – scenariusz, reżyseria, obsada aktorska (Staś „Kołowaty”)
- Wakacje z Madonną (1983) – scenariusz, reżyseria, obsada aktorska (kościelny)
- Dokąd, człowieku? (1984) – scenariusz, reżyseria, obsada aktorska (prokurator)
- Tango z kaszlem (1986) – scenariusz, reżyseria, obsada aktorska (brodacz)
- Honor dla niezaawansowanych (1996) – obsada aktorska (odc. 4)